# 高木海帆
高木 海帆（たかぎ かいはん、1990年10月15日 - ）は、オーストラリアの柔道選手である。階級は100 kg級。身長182 cm。現在はJRAに所属している。得意技は大内刈、寝技。2016年までは全柔連の強化指定選手で、世界選手権では2度日本代表を務めたこともあった。2018年に国籍を変えて、カイハン・オズチチェク＝タカギ(Kayhan Özçiçek-TAKAGI)という名でオーストラリア代表となった。

## 来歴・人物
神奈川県川崎市麻生区で育った。トルコ人の父親を持つハーフで、名前の「海帆（かいはん）」はトルコの神様から取ったもの。
オーストラリアのシドニーで出生、柔道連盟のプロフィールにはオーストラリア出身と書かれている資料も多数ある。背筋力290kg、握力は両手共に約70kg、ベンチプレス150kgというパワーの持ち主。得意技は、大内刈、大外刈、内股、体落、横車、肩固。特徴は、右組の自然体で懐が深く組手が強い。柔軟で身体バランスが良く瞬時の体捌きが利き受けが強い。寝技は巨漢選手も苦にせず抑え込める。100kg級の柔道選手としては、理想的な体のフレームの持ち主だという意見もある。
地元の柿生青少年柔道会で7歳より柔道を始め小学校5年、6年と柔道会の年間最優秀選手に選ばれた。東海大学付属相模中学校から東海大相模高校に進学すると、1年の時にはインターハイの個人戦で、山下泰裕以来、実に33年ぶり2度目の1年生優勝を果たした。2年の時はベスト8止まりだったものの、3年の時に再び優勝した。また、3年の時には、東海大相模高校が団体戦で高校柔道3冠（全国高校選手権、金鷲旗、インターハイ）を達成した際の立役者ともなった。
東海大学進学後は、世界ジュニアではメダルが取れなかったものの、シニアの国際大会である東アジア競技大会で優勝した。さらに2010年にはワールドカップウィーンで、元世界チャンピオンのブラジルのルシアーノ・コヘアに一本勝ちして優勝を果たした。
体重別では初出場ながら決勝で穴井隆将に総合負けしたものの、100kg級世界選手権代表に選ばれた。
2010年の全日本柔道選手権にも初出場（当時は最年少出場）を果たし、準優勝した立山広喜に旗判定で敗れたものの５位入賞を果たした。
同年に行われた世界柔道では2回戦で北京五輪100kg級金メダリストであるナイダン・ツブシンバヤルに敗れた。
2011年4月には体重別の準決勝で敗れるが世界選手権代表に選ばれた。
その後の全日本選手権では準優勝した穴井隆将に指導2で敗れたものの、5位に入賞した。
8月には前年に続いて世界選手権に出場するものの、またしても2回戦で敗れた。
その後はケガなどもあって長い間低迷するも、2014年の講道館杯では決勝で高校と大学の1年後輩となる旭化成の羽賀龍之介を技ありで破り初優勝を飾った。2015年4月の体重別でも初優勝を飾ったが、国際大会の実績から世界選手権代表には選ばれなかった。5月のアジア柔道選手権では決勝で元世界チャンピオンのカザフスタンのマクシム・ラコフを技ありで破って優勝した。
2017年3月には「五輪という夢のために、あらゆる可能性に挑戦したい」として、出生国のオーストラリアに帰化して2020年東京オリンピック代表を目指すことになった。2018年11月にはオーストラリア代表としてグランドスラム・大阪に出場するも、2回戦でオランダのミハエル・コレルに敗れた。2019年1月のグランプリ・テルアビブでは3位になった。4月のアジアパシフィック選手権でも3位になった。6月の実業団体ではチームの2年ぶりの優勝に貢献した。
2021年6月の世界選手権には東京オリンピックにおける大陸枠の1番手が確定した中での出場となったが(大陸枠での代表は1か国1名のみ)、初戦でフィジーのテヴィタ・タカヤワと対戦した際に、開始早々の横四方固で敗れた。IJFはこの1戦に関して、八百長の疑いがあるとして高木に警告を発した。高木本人は八百長疑惑を全面的に否定するとともに、背中を負傷していたことが敗因に影響したと主張した。一方で、オーストラリアのコーチであるダニエル・ケリーによれば、高木が負傷した形跡は見られなかったという。なおIJFは、八百長である明確な証拠はないため、高木のオリンピック代表は維持されるべきだとオーストラリア側に伝えた。しかし、疑惑を考慮したオーストラリア柔道連盟は、高木のオリンピック代表選出を拒否して、大陸枠で高木の次に位置していた66㎏級のネイサン・カッツを代表に選出した。これに対して高木はCASに提訴したが、却下された。続けて高木は、IJFの警告に対する異議申し立てをCASに行った。
2022年のパンアメリカン・オセアニア選手権で3位になった。
2023年6月に現役を引退した。

## 戦績
- 2006年 -　インターハイ　優勝
- 2008年 -　インターハイ　優勝
- 2008年 -　全日本ジュニア　2位
- 2008年 -　青島国際　優勝
- 2009年 -　ドイツジュニア国際　優勝
- 2009年 -　全日本ジュニア　優勝
- 2009年 -　講道館杯　3位
- 2009年 -　東アジア競技大会　優勝
- 2010年 -　ワールドカップ・ウィーン　優勝
- 2010年 -　全日本選抜柔道体重別選手権大会　2位
- 2010年 -　全日本学生柔道優勝大会　優勝
- 2010年 -　世界選手権大会100kg級　2回戦敗退
- 2011年 -　ワールドカップ・ブダペスト　3位
- 2010年 -　全日本選抜柔道体重別選手権大会　3位
- 2011年 -　全日本学生柔道優勝大会　優勝
- 2011年 -　世界柔道選手権大会100kg級　2回戦敗退
- 2011年 -　学生体重別　5位
- 2014年 -　実業個人　3位
- 2014年 -　講道館杯　優勝
- 2015年 -　全日本選抜柔道体重別選手権大会　優勝
- 2015年 -　アジア柔道選手権　優勝
- 2015年 -　グランドスラム・チュメニ 7位
- 2016年 - 実業団体　優勝
- 2017年　- 実業団体　優勝
- 2018年　 - オーストラリアインターナショナルオープン 優勝
- 2018年  - オーストラリアナショナルチャンピオンシップ 優勝
- 2018年  - グランドスラム大阪 100kg級 2回戦敗退
- 2018年  - アジアオープン・香港 優勝
- 2019年 - グランプリ・テルアビブ　3位
- 2019年 - グランドスラムデュッセルドルフ1回戦敗退
- 2019年 - グランプリ・マラケシュ　3位
- 2019年 - アジアパシフィック選手権　3位
- 2019年　- 実業団体　優勝
- 2021年   -ドーハ・マスターズ  1回戦敗退
- 2021年 - アジア・オセアニア選手権　5位
- 2022年 -　パンアメリカン・オセアニア選手権　3位
- 2022年 -  実業団体 2位
- 2022年 -　英連邦競技大会　5位
- 2025年 -　アジアオープン・台北　優勝(100㎏超級)

(出典、JudoInside.com)